# Порвенир (Уругвай)
Порвени́р (исп. Porvenir) — населённый пункт в западной части Уругвая, в департаменте Пайсанду.

## География
Расположен в 14 км к востоку от административного центра департамента, города Пайсанду, к югу от трассы № 90 и к северо-востоку от трассы № 3. Абсолютная высота — 30 метров над уровнем моря.

## Экономика
Экономика Порвенира основывается на производстве кирпичей, а также на производстве молока и другой сельскохозяйственной продукции (преимущественно сои, ячменя и семени подсолнечника).

## Население
Население по данным на 2011 год составляет 1159 человек.
| Год  | Население |
| ---- | --------- |
| 1908 | 2211      |
| 1963 | 558       |
| 1975 | 710       |
| 1985 | 734       |
| 1996 | 862       |
| 2004 | 1035      |
| 2011 | 1159      |

Источник: Instituto Nacional de Estadística de Uruguay